# Georgiana (Alabama)
Georgiana è un comune degli Stati Uniti d'America situato nella contea di Butler dello Stato dell'Alabama.